# Кок-бору

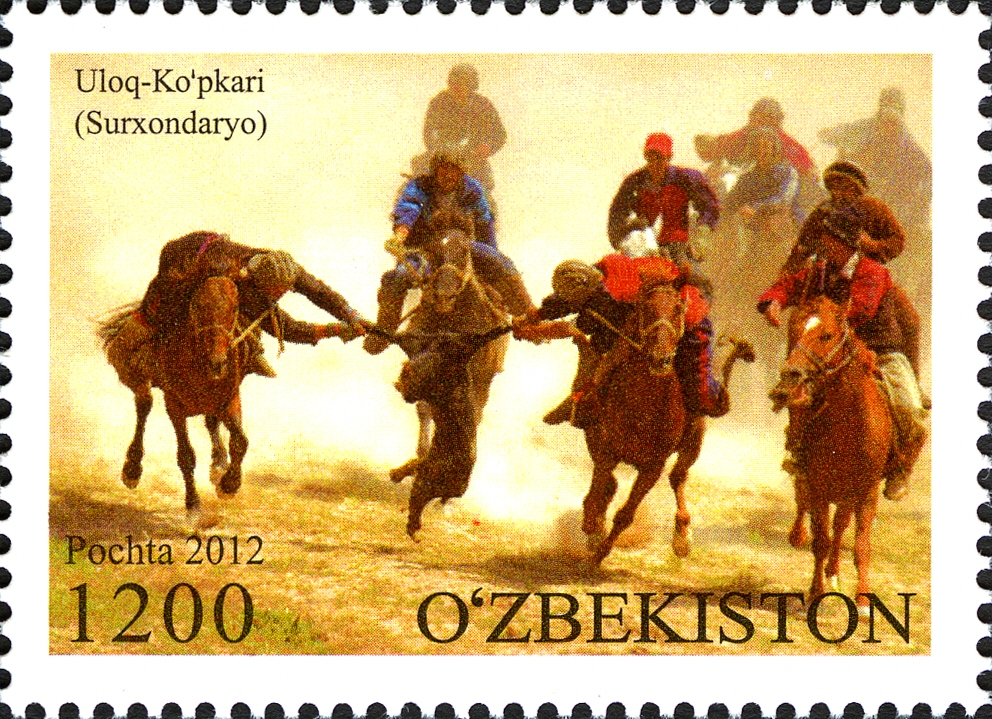
Гра у кок-бору зображена на марці, випущеній Поштою Узбекистану у 2012 році. На малюнку два вершники борються за тушу цапа.

Кок-бору (також вживаються назви Кек-берю та Кюк-бюре) (кирг. көк-бөрү, алт. кöк-бöрӱ, башк. күк-бүре, каз. көкпар, узб. ko'pkari) — традиційна кінно-спортивна гра, що популярна серед киргизів, алтайців, башкирів, казахів, узбеків та інших народів Азії. У Таджикистані існує схожа за правилами гра під назвою «Бузкаші», але у ній кожен гравець сам за себе, на відміну від кок-бору, де гравці діляться на команди. Метою гри є не роздирання туші козла на частини, а оволодіння тушею за допомогою відбору її у суперника.
Кок-бору — це симбіоз скачок та гри. Вершники борються за тушу цапа або барана — необхідно не тільки заволодіти нею, а й утримати, а потім закинути в казан команди суперника, який служить своєрідним аналогом воріт. Гра у народі проводиться і за іншими правилами. Наприклад, треба дістатися з тушею до обумовленого місця, наприклад, свого айилу, де суперники вже не мають права боротися за неї.
Також поширений різновид гри під назвою «аламан улак», в якому може брати участь необмежена кількість гравців (до тисячі і більше). Сьогодні у спортивному кок-бору за діями Джигітів зазвичай стежить кінна суддівська колегія, що складається з трьох досвідчених вершників. Правила кок-бору з часом змінилися і стали менш жорстокими. Гра популярна у багатьох регіонах Центральної Азії та Росії, де проводяться змагання з цього виду спорту.

## Етимологія
Дослівно «кок-бору» у перекладі з тюркських мов означає «синій вовк». Радянський етнограф Г. М. Сімаков пояснює значення назви так: «Старі киргизи нам неодноразово розповідали про один поширений серед киргизів півдня і півночі вид полювання на вовків, коли група вершників верхи на швидких і витривалих конях гналася за вовком, наздоганяла його і вбивала ударами палиць по голові. Цей стародавній спосіб полювання на вовка цікавий ще й тим, що після того, як один із вершників наганяв і вбивав вовка, він клав його тушу поперек сідла, а інші вершники намагалися цю тушу відібрати у нього. Таким чином, жартома, не на повну силу рухаючись у напрямку свого айилу, вони грали в „кок-бору“. В аїлі тушу вовка забирав собі той, хто безпосередньо наздогнав та вбив його ударом кийку» [1984, с. 148].
Інша, історична назва гри в Киргизстані — «улак тартиш» (перетягування козлика). Чингіз Айтматов у своїй повісті «Прощавай, Гульсари!» (1966) називав цю кінну гру «козлодрання»: «Козлодрання — своєрідний кінний футбол, у якому замість м'яча служить обезголовлена туша козла. Козел зручний тим, що шерсть на ньому довга, міцна і його можна підхоплювати з коня за ногу чи шкуру».

## Історія
Сучасні правила гри для спортивних змагань були розроблені у 1996 році у Киргизькій Республіці відомим киргизьким кінорежисером Болотбеком Шамшиєвим.
У 1998 році було створено Киргизьку національну федерацію Кок-бору. Засновником і першим її президентом був Болот Шер (Болотбек Шерніязов), який у 2001 році заснував і Міжнародну федерацію Кок-Бору. Ці правила були також визнані та прийняті 9 листопада 2001 року всіми зацікавленими країнами на установчому з'їзді Міжнародної федерації Кок-Бору, який відбувся у Бішкеку. Слідом за цим національні федерації кок-бору були створені в Казахстані, Росії, Китаї, Таджикистані, Узбекистані, Афганістані, Монголії, Пакистані та Туреччині.
31 березня 2016 року від Киргизстану була подана пропозиція щодо включення кінно-спортивної гри кок-бору до репрезентативного списку нематеріальної культурної спадщини людства ЮНЕСКО. У грудні 2017 року гра була включена до світової спадщини ЮНЕСКО.

## Мета гри
Мета гри — захопити тушу козла і максимальну кількість разів закинути його в казан противника.
Учасникам змагання дозволяється піднімати тушу козла з будь-якого місця всередині поля, відбирати його у суперника, передавати або перекидати партнерам по команді, відпускати, приймати тушу під ноги, тримати збоку, або між ніг коня, допомагати партнерам доскакати з тушею та кинути його у ворота суперника. При падінні вершника або коня гру зупиняють та відновлюють після усунення причини зупинки. У разі порушення гравцями бічної лінії оголошується аут.
У минулі часи учасникам кок-бору дозволялося застосовувати фізичну силу, бити суперників камчою — шкіряним батогом, проте сьогодні на офіційних змаганнях правила обмежують можливості гравців, і за невиконання таких покладаються штрафні очки, аж до дискваліфікації та видалення з поля.
Під час гри забороняється піднімати коня дибки, таранити своїм конем коня суперника, тримати за поводи, знімати вуздечку, хапати суперника за руки або за пояс, завдавати ударів рукою, ногою, стременами, камчою та віжками іншим вершникам та їх коням, прив'язувати тушу до сідла, ставити свого коня впоперек траєкторії руху суперника, кричати або вступати в розмови, продовжувати боротьбу після того, як туша закинута до казана суперника.

## Правила гри

### Загальне становище

Тай казан Кок-Бору

Поле для гри в Кок-Бору та порівняння його з двома футбольними полями

Змагання проводяться на окремому полі, пристосованому для гри «кок-бору». Гра проходить на полі завдовжки 200 метрів та завширшки 70 метрів. Відстань між тай-казанами має бути 140 м; від центру до тай-казанів — 70 м.
У кожної з команди, що змагаються, є свій тай-казан (кільцеподібний земляний вал, що виконує роль воріт).

### Головні правила гри
- В одній команді бере участь від 8 до 12 вершників та від 8 до 12 коней, але одночасно в гру вступають лише по чотири джигіти від кожної команди. Учасники мають право проводити заміни і навіть змінювати своїх коней по ходу гри. Команді, яка випустила в поле незаявленого гравця або коня, зараховується поразка;
- Гра триває 60 хвилин, складається з трьох періодів по 20 хвилин, перерви по 10 хвилин. Перемога дістається тій команді, яка зможе більше разів закинути тушу козла в тай-казан суперника;
- Гравці, які вживають перед грою алкогольні напої та наркотичні речовини, до гри не допускаються.

### Початок гри
Капітани визначають свій тай-казан за жеребом. Туша козла повинна бути на відстані 15 метрів від бічної лінії з боку трибуни. Після свистка арбітра всі гравці прагнуть першим захопити тушу цапа. Якщо протягом двох хвилин тушу козла зможе захопити жодна команда, то гра зупиняється і починається в центральному колі. У коло входять по одному гравцю від кожної команди і борються віч-на-віч. Поки туша козла не вийде із кола, інші гравці не мають права входити до гри. Якщо протягом однієї хвилини гравці не захоплять тушу і не вийдуть із кола, то арбітр замінює їх на інших гравців. Коли туша впала поряд з тай казаном гра триває до однієї хвилини, після хвилини гра відновлюється на колі, яке ближче до тай казану.

### Хід гри
Захоплення туші та інші прийоми в грі проводиться за правилами гри «Кок-бору». Гра триває без перерви до того, поки не закидається туша в тай казан однієї з команд або через грубе порушення кимось із гравців правил гри. Для того, щоб рахувати окуляри, тушу потрібно кинути точно в тай-казан. У випадках коли туша опиняється на краю, не потрапивши в тай казан, або потрапивши в тай казан, але за інерцією вискочила з нього не вважається голом і за них очки не даються. Гравець може закинути тушу при падінні, але не торкаючись ногою землі. Після влучення туші в тай-казан і зарахованого арбітром голу, гра починається знову з центру поля.
До півфіналу за нічийного результату матчу додатковий ігровий час не дається, а призначається так званий «буліт». У півфіналі та фіналі за нічийного результату основного часу дається додатковий час у розмірі 10 хвилин, до «золотого гола». Якщо додатковий час не виявить переможця, то вже тоді призначається «буліт». З кожної команди виходять по чотири гравці, які розігрують «буліт».

### «Буліт»
Один із гравців з тушею прямує у бік тай-казана, де за ним на відстані з 30 метрів здійснює погоню один із гравців суперника, щоб завадити тому гравцеві закинути улак у тай-казан. Вони повинні почати рух одночасно після свистку судді. Якщо гравець, який володіє тушею, випередивши погоню, або, незважаючи на опір суперника, зможе закинути тушу в тай-казан, це вважається голом.

### Забороняється
- Бити суперника рукою, ногою, батогом
- Сперечатися, ображати суддів
- Таранити суперника на швидкості, незалежно від того, володіє він тушею цапа чи ні
- Порушення чисельного складу однієї з команд (5 гравців)

Гравець, який порушив ці правила, вирушає разом із конем на спеціальне штрафне місце, так звану «кара маму» на дві хвилини. При грубих порушеннях гравцями правил гри гравець може бути вилучений на 5 хвилин.
Команда, в якій є покараний гравець, продовжує гру у меншості. Якщо команда, яка грала у повному складі, закине тушу в тай-казан, то гравець-порушник відразу входить у гру.
Команда, яка добровільно припинила гру і не підпорядковується рішенню головного судді, визнається переможеною.

### Вимоги до команд
У спорядженні коней, які входять у гру, не повинно бути металевих прикрас (срібло, мідь, залізо тощо), від яких гравці можуть отримати травму. Кінці стремена мають бути рівними, а підкови не гострими.

### Суддівська бригада та протокольна комісія
Суддівська бригада складається з трьох осіб — арбітра в полі та двох його помічників (бічні судді). Окрім суддівської бригади гру обслуговує протокольна комісія, затверджена Правлінням Федерації. Протокольна комісія розглядає прохання та претензії команд і в спірних моментах приймає рішення про присвоєння перемоги будь-якої їх двох команд.

## Особливості гри
За правилами кок-бору, у грі беруть участь тільки жеребці та коні, як ігровий снаряд використовується туша козла. Були спроби замінити тушу муляжем, але зрештою від цієї ідеї відмовилися через незручність гри з муляжем та невідповідність давнім традиціям. Кок-бору — жорстка спортивна гра, вона вимагає чималої сили та вправності від спортсменів, тому середній вік учасників офіційних змагань становить близько 20 років.
Як ворота використовуються тай-казани. Вони дуже зручні для чіткого фіксування гола. Крім цього, казани дуже зручні при грі в будь-яких умовах — на снігу, у весняну сльоту, на пухкому ґрунті тощо (коли робити розмітку землі замість казанів практично неможливо).
За традицією, після закінчення гри м'ясо цапа, що служило основним об'єктом гри, з'їдають, приготувавши з нього, наприклад, куурдак. За місцевими повір'ями, м'ясо цього козла має цілющі властивості, допомагає від безпліддя. Вважається, що серед тисяч рук, які торкнулися туші, могла бути рука святої людини, що й наділяє її магічними якостями.
У персомовних країнах, таких як Афганістан й Таджикистан, варіант цієї гри називається «бузкаші», в Узбекистані — «купкарі/вулак», у Казахстані — «кокпар». З епохи пізнього середньовіччя гра «купкарі/вулак» увійшла до міської культури Самарканда, де відбувся її синтез із традиційними міськими звичаями. Представники правлячої династії Бухарського емірату — узбеки-мангити, брали активну участь у «купкарі» і показували свою близькість до напівкочових узбеків, які були опорою їхньої влади. У Європі існує віддалено подібний вид кінного спорту під назвою хорсбол, а в Південній Америці — пато.

## Міжнародні змагання з кок-бору

### Всесвітні ігри кочівників
На Всесвітніх іграх кочівників, що проходили на Іссик-Кулі у 2014, 2016 та 2018 роках, команда Киргизстану впевнено брала перше місце. На іграх 2018 року у фіналі зустрілися команди з Киргизстану та Узбекистану (рахунок 32:9), третє місце посіла команда з Казахстану, яка програла у півфіналі команді Узбекистану та перемогла у матчі за третє місце команду Москви та Московської області.
IV Всесвітні ігри кочівників пройдуть у Туреччині у 2020 році.

### Чемпіонат світу
Перший чемпіонат світу з кок-бору мав відбутися у столиці Узбекистану 20-26 листопада 2019 року. Натомість, порушуючи початкові домовленості, було оголошено, що відбудеться чемпіонат за правилами «кок-пара», без тай-казанів і трьох періодів. У зв'язку з цим Киргизстан відмовився від участі у цьому змаганні. Проведення чемпіонату було перенесено на 2020 рік.

## Розкол
У Казахстані на противагу Міжнародній федерації кок-бору у 2017 році було створено Асоціацію традиційних спортивних ігор тюркських народів. Правила та назву гри на території Казахстану було змінено — у Казахстані тепер грають не за правилами Міжнародної федерації кок-бору, а за правилами Асоціації традиційних спортивних ігор тюркських народів. У 2017 році в Астані була проведена світова першість з кок-пару.
Новий виток конфлікт отримав 14 лютого 2019 року. Представники 9 країн зібралися в Астані для чергового обговорення підготовки до першого чемпіонату світу з кок-бору в Ташкенті. В результаті лобіювання казахською стороною своїх інтересів 8 із 9 представників проголосували за перегляд правил гри для чемпіонату та прийняття казахських правил кокпара замість міжнародних правил кок-бору. Російська сторона не підтримала нових правил (у Росії грають за правилами кок-бору), а Киргизстан взагалі не брав участі у цій зустрічі. На пресконференції 16 лютогов Бішкеку, що відбулася після цього, директор Держагентства у справах молоді, фізкультури та спорту Киргизстану Канат Аманкулов заявив, що на IV Всесвітніх іграх кочівників (ВІК) у 2020 році в Туреччині змагання пройдуть за правилами кок-бору. Під час проведення у 2018 році III ВІК було досягнуто угоди про проведення у 2019 році першого чемпіонату світу з кок-бору на батьківщині володарів срібних медалей ВІК — в Узбекистані. При цьому вже тоді особливо наголошувалося на тому, що чемпіонат пройде за правилами кок-бору з тай-казанами і справжньою тушею. У січні 2019 року було підтверджено, що чемпіонат світу пройде за правилами Міжнародної федерації кок-бору. Після лютневих зборів в Астані було заявлено, що у разі невиконання цієї умови та проведення чемпіонату в Ташкенті за правилами кокпар Киргизстан відмовиться від участі у ньому.

### Кокпар

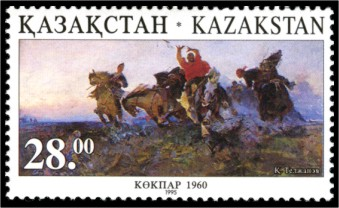
Поштова марка Казахстану 1995 року із зображенням картини Канафії Тельжанова «Кокпар» (1960)

Правила змагань з казахського кокпару відрізняються від міжнародних правил кок-бору, прийнятих у 1996 році: різні інвентар, ворота та регламент. В офіційних змаганнях у кокпар вирішили грати з муляжем. Причиною такого вибору були названі протести захисників прав тварин (у Китаї місцеві казахи з 1984 року продовжують грати тушею козла). За правилами кокпара метою (воротами) є не чаші з глини (тай-казан), а розмічені на ігровому полі білі кола діаметром 3 метри. Розмір поля для гри в кокпар трохи більший — 220 на 75 метрів замість 200 на 70. Укорочено ігровий час (два періоди по 20 хвилин замість трьох у кок-борі) для зручності телебачення та збільшено час дискваліфікації гравців (п'ять хвилин замість двох). При цьому видалений гравець не може повернутися в гру, навіть якщо його команда пропускає гол. У кок-бору грають на повністю підкованих конях, а у кокпарі задні ноги коней не підковані. Ці відмінності у правилах часто призводять до непорозумінь. Так, у 2017 році в Астані до змагань з кокпару не допустили киргизьку команду на підкованих конях, що згодом довелося вирішувати на дипломатичному рівні.

#### Чемпіонат Азії
У 2013 році в Астані було проведено перший чемпіонат Азії за казахською версією гри — кокпару. Участь у ньому взяли збірні Казахстану, Киргизстану, Росії, Узбекистану, Китаю, Монголії та Таджикистану. Переможцем турніру стала збірна Казахстану, яка у фіналі здолала збірну Киргизстану з рахунком 4:2.

#### Чемпіонат світу
У 2017 році в Астані було проведено перший чемпіонат світу з кокпару. Загалом у турнірі взяли участь представники 12 країн: Казахстан, Киргизстан, Узбекистан, Таджикистан, США, Туреччина, Монголія, Азербайджан, Росія, Угорщина, Китай та Афганістан. Переможцем турніру стала збірна Казахстану, яка обіграла у фіналі команду Киргизстану з рахунком 4:1.

#### Молодіжний чемпіонат Азії
У квітні 2019 року в Алмати відбувся перший чемпіонат Азії серед молоді з національних кінних видів спорту, в рамках якого збірна Казахстану з кокпару здобула впевнену перемогу над командою суперників з Узбекистану з рахунком 13:2.

#### Відомі кокпаристи Казахстану
- Саттархан Абдалієв — майстер кінного спорту Радянського Союзу.
- Абільхан Дауилбаєв — майстер кінного спорту Радянського Союзу.

## У літературі та кінематографі
В повісті Чингіза Айтматова «Прощавай, Гульсари!» головний герой Танабай та його кінь на ім'я Гульсари беруть участь у кінній грі. Письменник називає цю гру цапанням і порівнює її з кінним футболом, в якому роль м'яча грає обезголовлена туша цапа.
З усіх боків кинулися до нього вершники, зібралися, намагаючись підхопити тушу з землі. Але в тисняві зробити це було не так просто. Коні шалено крутилися, кусалися, ощеривши зуби… Гульсари знемагав у цьому сміттєзвалищі, йому б на простір, але Танабаю все ніяк не вдавалося заволодіти козлом. І раптом пролунав пронизливий голос: «Тримай, казахи взяли!» З кінної круговерті вирвався молодий казах у роздертій гімнастерці на карому озвірілому жеребці. Він кинувся геть, підтягуючи під ногу, під стремено, тушу козла.

        — Тримай! Це карий! — закричали всі, кидаючись у погоню. — Швидше, Танабай, тільки ти можеш наздогнати!

З козлом, що бовтався під стременем, казах на карому жеребці йшов прямо туди, де червоніло призахідне сонце. Здавалося, ще трохи — і він влетить у це полум'яне сонце і розтане там червоним димом.
По повісті знято фільми: радянський «Біг іноходця» («Мосфільм», 1969, реж. Сергій Урусевський) і казахський «Прощавай, Гульсари!» («Казахфільм», 2008, реж. Ардак Аміркулов).
Гра також показана у фільмі «Іссик-Кульський бешбармак».